# 自主机器人
自主机器人（Autonomous robot）是可以在行动或执行任务时有高度自主性，不需人為介入控制的機器人，这在像航天飞行、居所维护（例如清洁）、废水处理，快递分拣等其他服务中格外的重要。
一些现代的工业机器人若嚴格限制直接相關的工作環境時，是可以自主工作的。不過雖然工业机器人周围环境不會包括所有的自由度，但實際的工作场所往往嘈杂而混乱，讓機器人的運作增添了不可预测的变數。例如，在工廠中的机器人需要對工作任务要處理的下一個工件的精準位置有明確的定義，若是更先進的工廠，可能還需要知道下一個工件的種類以及要進行的工作。以機器人的觀點來看，上述的資訊都有很大幅度的不確定性。
机器人学中的一个重要議題就是要让机器人能够在不同的环境中工作，例如陆地，水下，空中，地下，或太空中。
一个完全自主的机器人可以：
- 获取环境信息
- 在无人类介入的情况下长时间工作
- 在无人类操控情况下自主运动，可能是運動机器人的部份部位，也可能是整個移動。
- 避免对人类及其财产的伤害（有特殊设计目的的自主机器人例外）

一个自主机器人也能够通过学习获取新的知识，例如调整新策略完成任务或者适应新的环境。
自主機器人也像其他的机器人一样，需要定期的维护。